# Advocatus

În Evul mediu cuvântul latin advocatus (în engleză advocate, în franceză avoué, în germană Vogt) era un termen general care se referea la orice persoană numită (ad-vocatus) să o apere pe alta, cum ar fi un jurist sau un advocatus ecclesiae, de obicei, un nobil desemnat să apere interesele unei anumite biserici. 
Advocatus, ca termen ce desemnează un membru al unei instanțe judecătorești, apare pentru prima dată în secolele al XII-lea și al XIII-lea, concomitent cu redescoperirea dreptului Roman.

## Advocatus ecclesiae
Termenul de advocatus ecclesiae, tradus mot-a-mot „avocat al bisericii”, reprezintă denumirea latină pentru persoanele care aveau datoria, în diferite circumstanțe, de a reprezenta o anumită biserică sau mănăstire, și de a le apăra drepturile în confruntările cu alte grupări. Acești avocați aveau ca scop principal reprezentarea clienților în fața instanțelor laice. Jurisdicția civilă se aplica în cazul bisericii sau a mănăstirilor, însă în cazul unui atac efectiv, acești avocați erau dispuși să le apere cu propriile forțe. În cele din urmă, era de datoria lor să scoată oamenii la luptă în numele bisericii sau al mănăstirii și de a-i comanda pe timp de război. În schimbul acestor servicii, avocatul primea un anumit venit de la biserică, bunuri sau servicii, pe care le putea cere, sau asupra cărora avea drept de sechestru.
Astfel de avocați sunt recunoscuți încă din vremea romanilor. În urma Sinodului de la Cartagina, din 401, s-a stabilit prin decret că împăratul, în colaborare cu episcopii, ar trebui să numească apărătorii bisericii.  În plus, există dovezi care atestă existența acestor defensores ecclesiæ în Italia, la sfârșitul secolului al V-lea. Astfel, Papa Grigorie I a restrâns numărul de membri ai clerului. Intra în atribuțiile acestora să îi protejeze pe cei săraci și să apere atât drepturile, cât și bunurile bisericii.
În Imperiul Franc, sub Dinastia Merovingiană, acești reprezentanți ai bisericilor apar ca agentes, defensores și advocati.
Sub dominația Carolingiană, îndatoririle avocaților bisericii s-au extins și au fost definite în conformitate cu principiile de guvernare care au funcționat în timpul domniei lui Carol cel Mare. Din acel moment, termenul advocatus ecclesiæ a căpătat caracter medieval. Conform Capitularului, clerul superior ar trebui să aibă avocați: „în numele onoarei bisericilor și a respectului față de preoție” (pro ecclesiastico honore, et pro sacerdotum reverentia). Carol cel mare, care a obligat episcopii, abații și starețele să aibă avocați, le-a poruncit totodată să-și aleagă cu grijă persoanele care urmează să le apere interesele. Astfel, reprezntanții clerului trebuiau să fie în primul rând bărbați,să aibă un nivel ridicat de educație,să dețină cunoștințe solide din domeniul juridic și totodată să dețină proprietăți (Grafschaft). În concluzie, bisericile mănăstirile și alte instituții de acest fel și-au ales avocații conform criteriilor mai sus menționate.  
În  timpul Carolingienilor era obligatoriu ca episcopii, stareții și starețele să numească astfel de funcționari în fiecare zonă unde aveau  proprietăți. Funcția nu era ereditară, avocatul era ales fie doar de stareț, fie de  către stareț și episcop cu aprobarea  contelui. Aceleași cauze care au condus la dezvoltarea  sistemului feudal au avut impact și asupra avocatului. În momente de cumpănă, bisericile și mănăstirile nu aveau nevoie de avocat ca protector înarmat, ci aveau nevoie de el în calitate de reprezentant legal. Astfel, acesta trebuia  să le apere drepturile, dar totodată să-și îndeplinească și obligațiile față de stat, precum colectarea taxelor și impozitelor pe timp de război. În acest fel a apărut o nouă clasă de avocați, al căror salariu consta într-o subvenție de pământ, denumită popular feudă, care la fel ca alte feude, a devenit ereditară odată cu începutul secolului al XI-lea.
În timpul lui Carol cel Mare, intra în atribuțiile regelui să numească avocații, dar între timp acest drept a fost câștigat de mai multe instituții ecleziastice. La început, funcția nu era ereditară și nu era menținută pe viață; însă în perioada post-carolingiană, aceasta a devenit ereditară și era deținută de nobilii puternici, care se străduiau în mod constant să-și extindă puterea prin intermediul bisericii sau al mănăstirilor. Decretele conciliare au fost adoptate încă din secolul al IX-lea pentru a proteja instituțiile ecleziastice împotriva pretențiilor excesive ale avocaților lor, care într-adevăr deveniseră în multe privințe o povară grea pentru cler. În aparență, avocații păreau să apere interesele bisericii, însă acesta a fost doar un pretext pentru a pune stăpânire pe bunurile sale, pentru a o jefui, și a-și însuși zeciuielile( arhaism folosit pentru taxe și impozite) și alte venituri. În plus, s-au pus în calea celor ce doreau cu adevărat să o protejeze.
Cum această funcție oferea atât de multe avantaje, a devenit în scurt timp una foarte vânată. Pretențiile excesive ale avocaților au dat naștere multor dispute între ei și instituțiile ecleziastice. Episcopii și stareții, care se considerau abuzați de către avocații lor, au făcut apel la împăratul romano-german și la papă cerând protecție. În secolul al XII-lea Roma a emis avertismente serioase pentru a  restrânge puterea avocaților, amenințându-i cu sancțiuni grave din partea clerului. Totuși, aceste abuzuri nu au fost pe deplin stopate. Uneori chiar împărații și prinții exercitau funcția de avocat în colaborare cu avocați adjuncți.

### În Franța
În Franța avocații, cunoscuți sub numele de avoués, erau de două tipuri. Prima categorie includea marii baroni pentru care avocatura era mai degrabă bază a poziției în societate decât o sursă de venit, cu toate că erau remunerați de biserică pentru protecția pe care le-o ofereau. Un exemplu îl reprezintă ducele din Normandia care a fost avocat pentru aproape toate mănăstirile din ducat. Cea de-a doua categorie era reperezentată de burghezie, pentru care această funcție era ereditară și care reprezenta adesea singura sursă de venit. Avocatul unei mănăstiri din această clasă era ales de episcop. Rolul său era, în general, să reprezinte starețul în calitatea sa de domn feudal, să acționeze ca reprezentant al său în instanțele superioare, să exercite dreptatea seculară în numele clientului său în curtea abatativă și să-i conducă pe supuși în luptă.
În secolele al X-lea și al XI-lea advocatus ecclesiae mai era cunoscut și sub denumirea de custos sau adjutator . La început, numai ducii și conții erau numiți advocati, dar spre sfârșitul secolului al XI-lea această denumire era atribuită și simplilor curteni. De obicei călugării își consultau avocatul înainte să aleagă un stareț nou, iar părerea acestora conta în procesul de selecție  Atunci când un nobil ctitorea sau restaura o mănăstire, devenea, de obicei, avocatul acesteia. Situația s-a schimbat însă în secolul al XII-lea: funcția de avocat a intrat în declin ca rezultat al reformelor gregoriene. De exemplu, Ordinul Cistercian (ordin călugăresc catolic) nu a acceptat niciodată avocați din rândul mirenilor.

### În Țările de Jos
Advocatus a jucat un rol mai important în politica feudală a Imperiului și a Țărilor de Jos decât în Franța, unde atribuțiile sale, rezumate la apărarea intereselor instituțiilol religioase, s-au extins începând cu secolul al XIII-lea. Acest lucru s-a datorat creșterii puterii centrale și a eficienței administrației regale. De fapt, ei renunțaseră de mult la valorile ce defineau profesia de advocatus, mai ales după ce au început să fie remunerați prin feud. Acest lucru i-a  făcut să profite de poziția lor pentru a-i jefui și intimida pe cei pe care se presupunea că trebuiau să-i apere. Consemnările din epoca Medievală sunt pline de plângeri trimise de stareți, plângeri legate de uzurpări, abuzuri și acte de violență comise de avocați.
În Țările de Jos (la fel ca în Sfântul Imperiu Roman) advocati erau desemnați de stăpân sau de împărat, să ia locul executorului judecătoresc (olandeză schout, germană Belding) sau să-l asiste pe oficial în materie de Drept.

### În Anglia
În Anglia cuvântul advocatus nu a fost niciodată folosit pentru a se face referire strict la reprezentantul legal al unui stareț. În unele dintre cele mai mari mănăstiri acești „advocatus” erau de fapt niște comisari a căror funcție se transmitea ereditar și care nu se deosebeau de avocații de rând,având aceleași drepturi și privilegii. În schimb, cuvântul advocatus sau, mai frecvent, avowee era folosit în mod constant în Anglia pentru a desemna patronul unui beneficiu ecleziastic, al cărui drept unic era acela de a prezenta un paroh episcopului pentru instituție. În acest fel dreptul ereditar de prezentare a unui beneficiu a ajuns să fie numit în limba engleză avocat (din latinescul advocatio).

## TermenulVogteidin germană
În Sfântul Imperiu Roman titlul de Vogt (advocatus sau „advocate”) nu  a fost acordat doar avocaților bisericilor și mănăstirilor, ci, încă de la începutul Evului Mediu, a fost atribuit și funcționarilor numiți de împăratul romano-german să administreze teritorii aflate direct sub stăpânirea sa, spre deosebire de teritoriile conților care deveniseră ereditare din imperiului. Teritoriul unui Vogt se numea Vogtei. Terenul administrat de către un Vogt  putea fi, de asemenea, cunoscut ca un Vogtland (terra advocatorum), un nume care se mai folosește și astăzi pentru o regiune, Vogtland, care se învecinează cu principatele  Reuss și porțiuni adiacente ale Saxoniei, Prusia și Bavaria. Funcția de avocat tindea să devină ereditară iar adesea însuși împăratul îndeplinea funcția de Vogt.